# Coghinas
Coghinas je řeka v Itálii. Protéká severní částí Sardinie a měří 116 km. Pramení na území obce Alà dei Sardi a vlévá se do Asinarského zálivu Středozemního moře. Povodí řeky má rozlohu 2 551 km² a průměrný průtok je 18 m³/s.
Významným přítokem je Biralotta. V roce 1924 byla nedaleko Oschiri postavena přehrada Lago di Coghinas o rozloze 17,8 km², využívaná k zavlažování, výrobě energie i rekreaci. Na řece leží město Viddalba. Na dolním toku řeka protéká regionem Anglona, známým díky pěstování artyčoků. Při ústí řeky leží město Valledoria a laguna La Perla Blu.
Název znamená v dialektu „kuchyně“ a odkazuje na horké prameny, kolem nichž vznikly lázně Casteldoria. Řeka Coghinas je využívána k rybolovu (kapr obecný) a kanoistice.